# Music for an Accelerated Culture
Music for an Accelerated Culture è il primo album in studio del gruppo musicale 
britannico Hadouken!, pubblicato nel 2008.

## Tracce
1. Get Smashed Gate Crash – 3:21
2. That Boy That Girl – 3:32
3. Game Over – 3:35
4. Declaration of War – 3:11
5. Mister Misfortune – 3:17
6. Crank It Up – 3:00
7. What She Did – 3:18
8. Driving Nowhere – 3:48
9. Liquid Lives – 2:51
10. Spend Your Life – 3:13
11. Wait for You – 4:00